# Педофілія
Педофілія (від дав.-гр. παῖς, р.в. παιδός — «дитина» + φιλία — «любов») — психічний розлад, при якому дорослий або старший підліток відчуває первинний або винятковий сексуальний потяг до дітей препубертатного віку.
Статеве дозрівання у дівчат зазвичай починається у віці 10 або 11 років, і хлопчиків у віці 11 або 12 років, психіатричні діагностичні критерії педофілії розширюють граничні межі для препубертатного віку до 13 років. Людей з цим розладом часто називають педофілами.

## Термінологія та зміст поняття
Педофілія — форма парафілії. В останніх версіях діагностичних систем кодування, таких як DSM-5 ICD-11 термін педофілія відрізняється від терміну педофільський розлад.
Педофільський розлад визначається як модель педофільського збудження, що супроводжується, або дистресом, або міжособистісними труднощами, або як вплив на це збудження. DSM-5 вказує, що особа має мати не менше ніж 16 років і бути принаймні на п'ять років старшою за дитину препубертатного віку або дітей, якими вона збуджена, щоб потяг був діагностований як педофільський розлад.
Подібним чином за МКХ-11 (англ. ICD-11) виключає сексуальну поведінку серед дітей у постпубертатному віці, близьких за віком. Система DSM вимагає, щоб структура збудження була присутньою протягом 6 місяців або довше, тоді як за ICD ця вимога відсутня. Критерії ICD також утримуються від визначення хронологічного віку.
У загальному значенні слово «педофілія» часто застосовується до будь-якого сексуального інтересу до дітей або акту сексуального насильства над дитиною, включаючи будь-який сексуальний інтерес до неповнолітніх, які не досягли місцевого віку згоди або віку повноліття, незалежно від рівня їхнього фізичного чи розумового розвитку.
Це загальне значення об'єднує сексуальний потяг до дітей препубертатного віку з актом сексуального насильства над дитиною та не дозволяє розрізнити потяг до неповнолітніх у препубертатному та пубертатному або постпубертатному віці. Такого використання слід уникати, тому що, хоча деякі люди, які вчиняють сексуальне насильство над дітьми, є педофілами,та злочинці, які вчиняють сексуальне насильство над дітьми, не є педофілами, якщо вони не мають первинного або виключного сексуального інтересу до дітей препубертатного віку. і багато педофілів не розбещують дітей.

## Етимологія та визначення
Титульна сторінка десятого видання Psychopathia Sexualis (1899, переклад)
Слово педофілія походить від грецького παῖς, παιδός (paîs, paidós), що означає «дитина», і φιλία (philía), «дружня любов» або «дружба». Термін «педофілія» почав використовуватися в 1830-х роках серед дослідників педерастії в Стародавній Греції. Після 1890-х років його почали використовувати в криміналістиці, після того, як Річард фон Крафт-Ебінґ використав термін pedophilia erotica у виданні «Psychopathia Sexualis» 1896 року. Краффт-Ебінг був першим дослідником, який використав термін педофілія для позначення моделі сексуального потягу до дітей, які ще не досягли статевої зрілості, виключаючи неповнолітніх у статевому дозріванні з педофілічного вікового діапазону. У 1895 році англійське слово «pedophily» було використано як переклад німецького слова «pädophilie».
Термін «педофілія» майже не використовувався до 1945 року, але почав з'являтися в медичних записах після 1950 року. У 1950-х і протягом 1980-х років слово «педофілія» стало все частіше використовуватися в популярних ЗМІ.
Педофілія була вперше офіційно визнана та названа наприкінці 19 століття. Починаючи з 1980-х років у цьому напрямку було проведено значну кількість досліджень.
Інфантофілія (або непіофілія) є підвидом педофілії; воно використовується для позначення сексуальних уподобань дітей віком до 5 років (особливо немовлят і малюків). Це іноді називають непіофілією (від грецького νήπιος (népios), що означає «немовля» або «дитина», яке, у свою чергу, походить від ne- і epos, що означає «не говорити»), хоча цей термін рідко використовується в академічних джерелах.
Гебефілія визначається як особи з первинним або виключним сексуальним інтересом до 11-14-річного статевозрілого віку.[21] DSM-5 не вказує гебефілію серед діагнозів. Хоча дані свідчать про те, що гебефілія є окремою від педофілії, МКХ-10 (ICD-10)включає ранній пубертатний вік (аспект гебефілії) у своє визначення педофілії, охоплюючи частковий фізичний розвиток між двома філіями.
Окрім гебефілії, деякі клініцисти запропонували інші категорії, які дещо або повністю відрізняються від педофілії; вони включають педогебефілію (поєднання педофілії та гебефілії) та ефебофілію (хоча ефебофілія не вважається патологією).
Австрійський невролог Зигмунд Фрейд коротко написав про цю тему у своїй книзі 1905 року «Три есе з теорії сексуальності» в розділі під назвою «Статево незрілі та тварини як сексуальні об'єкти». Він писав, що «ексклюзивна педофілія» є рідкісним явищем і лише зрідка діти препубертатного віку стають ексклюзивним об'єктом. Він писав, що вони зазвичай були предметом бажання, коли слабка людина «використовує такі замінники» або коли неконтрольований інстинкт, який не допускає зволікання, шукає негайного задоволення і не може знайти більш відповідний об'єкт.
У 1908 році швейцарський нейроанатом і психіатр Огюст Форель писав про це явище, запропонувавши називати його «педерозом», «статевим потягом для дітей». Подібно до роботи Крафт-Ебінґа, Форель провів різницю між випадковим сексуальним насильством з боку людей з деменцією та іншими органічними захворюваннями мозку та справді переважаючим, а часом і винятковим сексуальним бажанням дітей. Однак він не погоджувався з Крафт-Ебінґом у тому, що стан останнього був значною мірою вкоріненим і незмінним.

## Ознаки та симптоми
Педофілія виникає до або під час статевого дозрівання та є стабільною протягом тривалого часу.[25] Педофілія виникає, як хвороба, її не вибирають. Ці спостереження, однак, не виключають класифікації педофілії як психічного розладу, оскільки педофілічні дії завдають шкоди, і фахівці з психічного здоров'я іноді можуть допомогти педофілам утриматися від шкоди дітям.
У відповідь на неправильне тлумачення того, що Американська психіатрична асоціація вважає педофілію сексуальною орієнтацією через формулювання в її друкованому посібнику DSM-5, який розрізняє парафілію та те, що вона називає «парафілійним розладом», згодом формуючи поділ на «педофілію» та «педофільний розлад», асоціація прокоментувала: «Сексуальна орієнтація» не є терміном, який використовується в діагностичних критеріях педофілічного розладу, і його використання в обговоренні тексту DSM-5 є помилкою та має читатися як «сексуальний інтерес»." Вони додали. , «Насправді APA вважає педофільний розлад „парафілією“, а не „сексуальною орієнтацією“. Цю помилку буде виправлено в електронній версії DSM-5 та наступному виданні посібника». Вони заявили, що рішуче підтримують зусилля щодо кримінального переслідування тих, хто чинить сексуальне насильство та експлуатує дітей і підлітків, а також «підтримують продовження зусиль з розробки методів лікування для людей з педофілічними розладами з метою запобігання майбутнім насильствам».

## Супутня патологія та особливості особистості
Дослідження педофілії серед дітей, які вчинили сексуальні злочини, часто повідомляють, що вона виникає разом з іншими психопатологія, такими як низька самооцінка, депресія, тривога та проблеми особистості. Незрозуміло, чи це ознаки самого розладу, артефакти упередженості вибірки чи наслідки ідентифікації як сексуального злочинця. В одному огляді літератури зроблено висновок, що дослідження корелятів особистості та психопатології у педофілів рідко є методологічно правильними, частково через плутанину між педофілами та дитячими сексуальними злочинцями, а також через труднощі отримання репрезентативної вибірки педофілів для спільноти.
Дослідник Сето (2004) вказує на те, що педофіли, які доступні з клінічного середовища, ймовірно, там через страждання через свої сексуальні уподобання або тиск з боку інших. Це підвищує ймовірність того, що вони проявлять психологічні проблеми. Подібним чином, педофіли, завербовані з виправних установ, були засуджені за злочин, що підвищує ймовірність того, що вони проявлять антисоціальні характеристики.
У вибірці дітей, які вчинили сексуальні злочини, які відповідали діагностичним критеріям педофілії Cohen et al. (2002), які, на думку авторів, можуть сприяти мотивації до педофілії. Злочинці-педофіли в дослідженні мали підвищену психопатію та когнітивні викривлення порівняно зі здоровою контрольною групою. Це було витлумачено як те, що лежить в основі їх нездатності стримувати свою злочинну поведінку. Дослідження в 2009 і 2012 роках показали, що непедофілійні сексуальні злочинці виявляли психопатію, а педофіли ні.
Вілсон і Кокс (1983) вивчали характеристики групи членів педофілічного клубу. Найбільш помітні відмінності між педофілами та контрольною групою були за шкалою інтроверсії, де педофіли демонстрували підвищену сором'язливість, чутливість і депресію. Педофіли отримали вищі оцінки за невротизмом і психотизмом, але недостатньо, щоб вважатися груповою патологією. Автори попереджають, що «існує складність у розв'язанні причинно-наслідкових зв'язків. Ми не можемо сказати, чи педофіли тяжіють до дітей, тому що, будучи глибоко замкнутими в собі, вони вважають товариство дітей менш загрозливим, ніж товариство дорослих, чи це соціальна самоізоляція, пов'язана з їх інтроверсією є результатом ізоляції, породженої їхніми перевагами, тобто усвідомленням соціального несхвалення та ворожості, які вона викликає». У доклінічному опитуванні 46 % педофілів повідомили, що вони серйозно думали про самогубство з причин, пов'язаних із їхнім сексуальним інтересом, 32 % планували його здійснити, а 13 % вже робили спроби. Огляд якісних досліджень, опублікованих між 1982 і 2001 роками, прийшов до висновку, що сексуальні насильники над дітьми використовують когнітивні викривлення для задоволення особистих потреб, виправдовуючи насильство виправданнями, переосмислюючи свої дії як любов і взаємність, і використовуючи дисбаланс сил, притаманний усім стосункам між дорослим і дитиною. Інші когнітивні спотворення включають уявлення про «дітей як сексуальних істот», неконтрольованість сексуальної поведінки та «упередження щодо сексуальних прав».

## Дитяча порнографія
Споживання дитячої порнографії є більш надійним показником педофілії, ніж розбещення дитини, хоча деякі не педофіли також переглядають дитячу порнографію.

## Діагностування педофілії за допомогою МРТ мозку
Незважаючи на те, що викликає педофілію, ще невідомо, дослідники почали звітувати про серію висновків, які пов'язують педофілію зі структурою та функціями мозку, починаючи з 2002 року. Тестування людей з різних джерел направлення всередині та поза системою кримінального правосуддя, а також контрольних органів, ці дослідження виявили зв'язок між педофілією та нижчим IQ, нижчими оцінками в тестах пам'яті, більшою часткою неправорукості, більшою частотою неуспішность у школі, що перевищує різницю в IQ, нижчий за середній зріст, більша ймовірність отримати травми голови в дитинстві, що призвели до втрати свідомості, і кілька відмінностей структур, виявлених на МРТ мозку.Такі дослідження припускають, що при народженні є одна або кілька неврологічних характеристик, які спричиняють або збільшують ймовірність виникнення педофілії.
Деякі дослідження показали, що педофіли мають менші когнітивні порушення, ніж розбещувачі дітей, які не є педофілами. Дослідження 2011 року показало, що розбещувачі-педофіли мали дефіцит гальмування реакції, але не мали дефіциту пам'яті чи когнітивної гнучкості. Докази сімейної передачі «вказують, але не доводять, що генетичні чинники відповідальні» за розвиток педофілії. Дослідження 2015 року показало, що злочинці-педофіли мають нормальний IQ.
Інше дослідження з використанням структурної МРТ показало, що чоловіки-педофіли мають менший об'єм білої речовини, ніж контрольна група. Функціональна магнітно-резонансна томографія показала, що розбещувачі дітей з діагнозом педофілія мають знижену активацію гіпоталамуса порівняно з непедофілами під час перегляду сексуально збудливих фотографій дорослих. Функціональне нейровізуалізоване дослідження 2008 року зазначає, що центральна обробка сексуальних стимулів у гетеросексуальних «педофілів у судово-медичних стаціонарах» може бути змінена через порушення в префронтальних мережах, які «можуть бути пов'язані з поведінкою, контрольованою стимулом, такою як сексуальна компульсивна поведінка». Отримані дані також можуть свідчити про «дисфункцію на когнітивній стадії обробки сексуального збудження».
Blanchard, Cantor і Robichaud (2006) зробили огляд досліджень, які намагалися виявити гормональні аспекти педофілів. Вони прийшли до висновку, що є певні докази того, що у чоловіків-педофілів рівень тестостерону менше, ніж у контрольної групи, але це дослідження низької якості і з них важко зробити реальний висновок. Хоча самі по собі не є причинами педофілії — жорстоке поводження в дитинстві з боку дорослих або супутні психіатричні захворювання, такі як розлади особистості та зловживання психоактивними речовинами — є факторами ризику діяти за педофілічним бажанням. Бланшар, Кантор і Робішо вказали, що, оскільки раніше вони виявили, що матері педофілів частіше проходили психіатричне лікування, генетична можливість є більш імовірною
Дослідження, яке аналізувало сексуальні фантазії 200 гетеросексуальних чоловіків за допомогою опитувальника сексуальних фантазій Вільсона, показало, що чоловіки з вираженим ступенем парафілійного інтересу (включаючи педофілію) мали більше старших братів, високе співвідношення цифр 2D:4D (що б вказують на низький пренатальний вплив андрогенів) і підвищену ймовірність бути лівшою, що свідчить про те, що порушена латералізація півкулі мозку може відігравати певну роль у девіантних потягах.Визнання пацієнта потенційним педофілом іноді ставить перед лікарем важковирішувані етичні питання. Але медичні працівники несуть відповідальність за захист дітей від загроз їхній психіці, тілесній недоторканості та сексуальності.

## Діагностика в системах DSM і ICD-11
У «Діагностичному та статистичному посібнику з психічних розладів», п'яте видання, редакція тексту (DSM-5-TR) зазначено: «Діагностичні критерії педофілійного розладу призначені для застосування як до осіб, які вільно виявляють цю парафілію, так і до осіб, які заперечують будь-який сексуальний потяг до дітей препубертатного віку (зазвичай віком до 13 років), незважаючи на вагомі об'єктивні докази протилежного». У посібнику описано конкретні критерії для використання в діагностиці цього розладу. Вони включають наявність сексуально збудливих фантазій, поведінки або потягів, які передбачають певний вид статевої активності з дитиною препубертатного віку (з діагностичними критеріями розладу, що продовжують граничну межу для препубертатного віку до 13 років) протягом шести місяців або більше, або що суб'єкт діяв згідно з цими позивами або переживає страждання внаслідок цих відчуттів. Критерії також вказують на те, що суб'єкту має бути 16 або більше років, а дитина або діти, про яких вони фантазують, молодші за них принаймні на п'ять років. Діагноз додатково уточнює статтю дітей, до яких людина відчуває потяг, якщо спонукання чи дії обмежуються інцестом, і якщо потяг є «виключним» або «невиключним».
МКХ-11 визначає педофілійний розлад як «тривалу, цілеспрямовану та інтенсивну модель сексуального збудження, яка проявляється постійними сексуальними думками, фантазіями, потягами чи поведінкою, за участю дітей у віці до статевого дозрівання». Там також зазначено, що за діагнозом «педофілійний розлад», «індивід повинен діяти відповідно до цих думок, фантазій чи спонукань або відчувати через них помітний дистрес. Цей діагноз не стосується сексуальної поведінки дітей до чи постпубертатного віку з однолітками».
Кілька термінів використовувалися, щоб відрізнити «справжніх педофілів» від «непедофілічних» і «невиключних» злочинців, або щоб розрізнити типи злочинців у континуумі відповідно до сили та ексклюзивності педофілічного інтересу та мотивації правопорушення. «Ексклюзивних педофілів» іноді називають «справжніми педофілами». Їх статевий потяг викликають виключно діти препубертатного віку. Не виявляють еротичного інтересу до дорослих, вони можуть стати сексуально збудженими, лише фантазуючи про дітей препубертатного віку або перебуваючи в їх присутності, або і те й інше. «Невиключних» злочинців або «невиключних педофілів» іноді можна називати «непедофілічними» злочинцями, але ці два терміни не завжди є синонімами. «Невиключні» правопорушники мають сексуальний потяг як до дітей, так і до дорослих, і можуть бути сексуально збуджені обома, хоча в цьому випадку також може існувати сексуальна перевага одних над іншими. Якщо потяг є сексуальним уподобанням до дітей препубертатного віку, такі злочинці вважаються педофілами так само, як ексклюзивні злочинці.
Ні DSM, ні діагностичні критерії ICD-11 не вимагають фактичної сексуальної активності з підлітком у препубертатному віці. Таким чином, діагноз можна поставити на підставі наявності фантазій або сексуальних потягів, навіть якщо вони ніколи не були задоволені. Тому, іноді цей вид сексуального відхилення називають сексуальною орієнтацією.
З іншого боку, людина, яка діє згідно з цими спонуканнями, але не відчуває страждань через свої фантазії чи потяги, також може претендувати на діагноз. Дія за сексуальним бажанням не обмежується явними статевими актами для встановлення цього діагнозу, а іноді може включати непристойне оголення, вуаєристську або фроттеристську поведінку.
МКХ-11 також визначає, що планування або прагнення брати участь у такій поведінці, а також використання дитячої порнографії є доказом діагнозу. Однак DSM-5-TR, змінюючи попередню редакцію, виключає використання лише дитячої порнографії як таку, що відповідає критеріям «діяти за сексуальним бажанням». Ця зміна є суперечливою, оскільки вона зроблена радше з юридичних причин, аніж наукових. За словами судового психолога Майкла С. Сето, який був частиною робочої групи DSM-5-TR, усунення використання дитячої порнографії лише для того, щоб уникнути діагностики педофілійного розладу у обвинувачених у кримінальних справах, засуджених за злочини, пов'язані з дитячою порнографією, але не за вчинення злочинів особисто. Оскільки це потенційно може призвести до передачі таких обвинувачених до психіатричних закладів відповідно до законів про сексуальне насильство.
На практиці поведінку пацієнта потрібно розглядати в контексті з елементом клінічного судження перед тим, як поставити діагноз. Подібним чином, коли пацієнт перебуває в пізньому підлітковому віці, різниця у віці не вказується в чітких цифрах і натомість вимагає ретельного розгляду ситуації.

## Поширеність
Педофілія в строгому значенні спостерігається переважно у чоловіків і вкрай рідко серед жінок. Більшість педофілів — гетеросексуали; чимало з них перебувають у шлюбі та мають дітей; деякі з педофілів схильні до алкоголізму. Педофілія найчастіше спостерігається у 30-річних і літніх (старших 50) чоловіків. Серед 30-літніх переважають одружені чоловіки, які не зуміли влаштувати своє сексуальне життя, а також чоловіки, які бояться близькості та контакту з дорослими жінками. За непрямими даними у США 40-60% сексуальних зловживань щодо дітей були скоєні членами їхніх родин, разом із вітчимами та партнерами матерів тих дітей. 

### У спорті
Небезпечним явищем педофілія стала у спорті, проявившись у стосунках між тренерами, лікарями та спортсменами й спортсменками.

### В релігійних установах
У церкві та релігійних установах з боку священників трапляється чимало випадків педофілії, якій стають жертви здебільшого хлопці та дівчата віком від 11 до 14 років. За даними американського дослідження дані свідчать що 2 відсотки від усіх педофілів у США становлять священники. Наприкінці ХХ та на початку ХХІ століть було викрито багато схеми за якими десятиліттями коїлися домагання щодо дітей та спроби церкви приховати це.

## Тактика педофілів
Як правило, педофіли застосовують тактику грумінгу і відкрито не виражають агресію. Проявом педофілії, її реалізацією є розпусні дії щодо дітей. Зазвичай це розповіді про секс, роздягання дітей, огляд і демонстрація геніталій, мастурбація в присутності дітей, демонстрація порнографії, тактильні та сексуальні, іноді оральні контакти. Зазвичай педофіл намагається отримати «добровільну» згоду дитини, яка не розуміє, що відбувається.
Перевірка позитивних ілюзій є важливою, адже більшість випадків розбещення дітей і зґвалтування, починаються з обману.
Трапляються також погрози, насильство й зґвалтування дітей. Агресивні педофіли з ознаками соціопатії можуть застосовувати силу і погрожувати фізичною розправою над дитиною чи її домашньою твариною, якщо дитина розповість про цей випадок.
| | Вісім років - середньостатистичний вік, коли дівчат починають домагатись.За статистикою лише двоє з десяти батьків цих дівчат дізналися б, що були якісь типові ознаки залицяння, або дівчат торкалися в непотрібний, неприйнятний спосіб, або одній чи кільком з них приділялась особлива увага,або якусь із дівчат на якийсь час забрали від решти дітей. |
| — Анна Солтер, Книга «Хижаки. Педофіли, ґвалтівники та інші сексуальні злочинці: хто вони такі, як вони діють і як ми можемо захистити себе та своїх дітей» | |

## Антипедофілійний активізм
Антипедофілійний активізм охоплює протидію педофілам, групам захисту педофілів та іншим явищам, які вважаються пов'язаними з педофілією, таким як дитяча порнографія та сексуальне насильство над дітьми. Більшість прямих дій, які класифікуються як антипедофільські, включають демонстрації проти сексуальних злочинців, проти педофілів, які виступають за легалізацію сексуальних відносин між дорослими та дітьми, і проти користувачів Інтернету, які вимагають сексу з неповнолітніми.
Висока увага засобів масової інформації до педофілії призвела до випадків моральної паніки, особливо після повідомлень про педофілію, пов'язану з сатанинським ритуальним насильством і сексуальним насильством у дитячому садку. Також повідомлялося про потребу пильності у відповідь на увагу громадськості до засуджених або підозрюваних у сексуальних злочинах над дітьми. У 2000 році після медійної кампанії «називання й ганьби» підозрюваних педофілів у Великій Британії сотні жителів вийшли на вулиці в знак протесту проти підозрюваних педофілів, що зрештою переросло в насильницьку поведінку, що вимагало втручання поліції.

## Правовий статус
Правові норми конкретних країн можуть не збігатися з психіатричними. Наприклад, дитячі та ранні шлюби в східних країнах, серед ромів. Тому вік, вказаний в діагностичному керівництві, переважно стосується західних культур.

### Кримінальна відповідальність
В усіх країнах насилля стосовно осіб, які не досягли 14 років, карається. В більшості країн за педофілію передбачене тюремне ув'язнення, в деяких країнах — довічне. В Ємені педофілів публічно страчують. В Нігерії та в корінних народів Південно-Східної Африки, де поширені самосуди, ґвалтівників спалюють живцем. В країнах, де педофілію вважають психічним захворюванням, передбачене лікування.

### Лікування
Для лікування педофілії може застосовуватись: психотерапія, лікування супутніх захворювань, медикаментозне лікування. В частині країн діє додатковий запобіжний захід — хімічна кастрація: примусова і добровільна.
В Україні Верховною Радою прийнято Закон «Про посилення відповідальності за злочини, вчинені щодо малолітньої чи малолітнього, неповнолітнього чи неповнолітньої й особи, яка не досягла статевої зрілості». В тому числі було проголосовано за хімічну кастрацію для всіх осіб, які вчинили злочини проти статевої свободи та недоторканості малолітніх. Президент Володимир Зеленський ветував закон, який передбачає примусову хімічну кастрацію.